# Xi Tauri

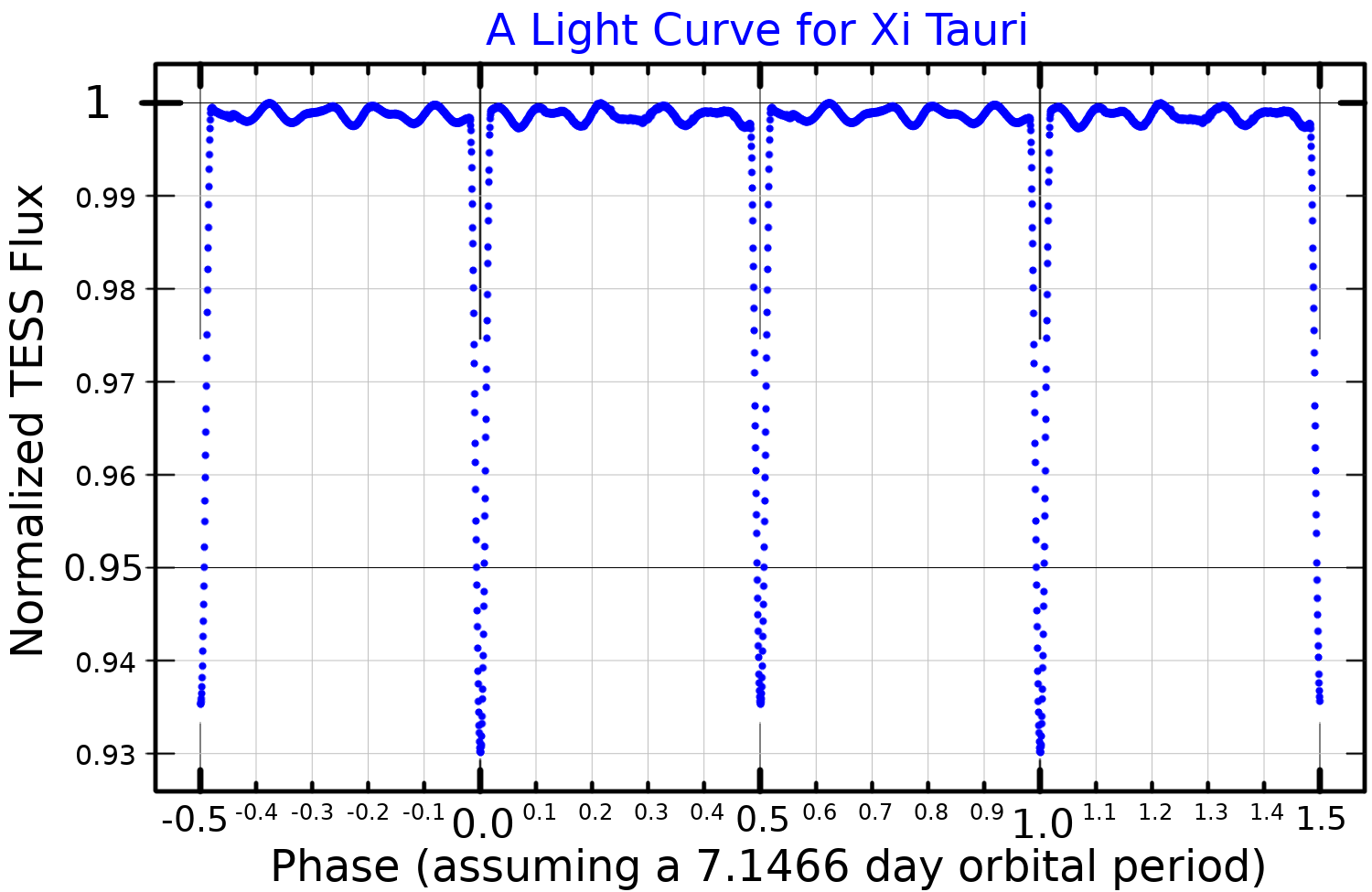
Curva de luz de Xi Tauri

Xi Tauri (ξ Tau / 2 Tauri / HD 21364) y tradicionalmente conocida como Ushakaron es un sistema estelar de la constelación de Tauro de magnitud aparente +3,73. Se encuentra a 222 años luz de distancia del sistema solar.
Catalogada como estrella de tipo espectral B9V, Xi Tauri es en realidad un sistema estelar cuádruple que consta de una estrella triple orbitada por una cuarta componente.
La estrella triple parece estar formada por una binaria cercana compuesta por dos estrellas blanco-azuladas de tipo B9V cuyo período orbital es de 7,15 días. Alrededor de este par interior se mueve una estrella algo más caliente —de tipo B8V— que emplea 145 días en completar su órbita. Dado que la luz de las tres estrellas no ha podido ser separada, no se conocen con exactitud los parámetros individuales de cada una de ellas. La separación real entre las componentes del par interior puede ser de 0,13 UA, mientras que la estrella B8 estaría situada a 1,1 UA de la binaria.
La cuarta estrella que completa el sistema, descubierta por interferometría, es de octava magnitud y se halla visualmente a varias décimas de segundo de arco de la estrella triple. Separada de ella unas 50 UA, emplea aproximadamente un siglo en completar su órbita. Tiene una masa de 1,25 masas solares, lo que corresponde a una enana blanco-amarilla de tipo F.